# Dragoman
Dragoman je bio službeni naziv za osobe koja su djelovale kao prevoditelji, tumači i službeni vodiči između zemalja turskog, arapskog i perzijskog govornog područja i administrativnih jedinica Bliskog Istoka, te europskih diplomatskih (veleposlanstava, konzulata, vicekonzulata) i trgovačkih predstavništava na Bliskom Istoku. Dragoman je trebao znati arapski, turski i nekoliko većih europskih jezika. Od 17. stoljeća su imali važan upliv na vladanje Osmanskim Carstvom i osobito njegove vanjske poslove, te su u visokim ustanovama vlasti u stanovitoj mjeri predstavljali kršćansku zajednicu otomanskih podanika. 
Ispočetka su u Carigradu dragomane angažirala diplomatska i trgovinska predstavništva kršćanskih država, nerijetko iz redova djece trgovaca - venecijanskih, đenoveških, dubrovačkih, francuskih i poljskih - koja su odrasla u Carigradu; s vremenom ih se počelo sagledavati kao službenike Visoke Porte. Dragomanski posao uključivao je diplomatske vještine i veliko poznavanje jezika - kao i osjećaj i znanje za odnose Visoke Porte s kršćanskim zemljama. S vremenom su dragomani počeli igrati ključne uloge u politici Visoke Porte.  
Dragomanske službe su od 1502. do 1661. god. pretežno obnašali katolici - Nijemci, Mađari, Talijani i dr. - a od 1661. godine u principu Grci (po krvi ili samo po pripadnosti pravoslavlju), počev od Panagiotisa Nikousiosa (prvi Veliki dragoman Porte od 1661. do 1673.) i kasnijeg čuvenog Aleksandrosa Mavrocordatosa Exaporite (Veliki dragoman od 1673.-1709.).
Od 1661. god. do početka Grčkog rata za neovisnost 1821. su ulogu Velikog dragomana Porte (tur. Dîvân-ı Hümâyûn tercümanları, "Dragomani Sultanovog Carskog Divana"), kao drugu najvažniju uloge na dvoru iza Reis-ül küttâba (doslovno: "Glavni pisar", koji je upravljao poslovima koji približno odgovaraju ministru vanjskih poslova) obnašali isključivo kršćani iz fanariotskih obitelji - tj. iz redova kršćanskog (izvorno, uglavnom bizantinskog) plemstva koje je običavalo imati dvorove u četvrti Fanar u Istanbulu, u blizini sjedišta Carigradske patrijaršije. Fanarioti koji su postajali kneževima Moldavije i Vlaške (koje su imale znatnu autonomiju i kršćanske vladare koje je imenovao Sultan iz redova fanariotskih obitelji, poput bizantske pričevske loze Karatzas/Karadja, albanske kršćanske loze Ghica ili moldavske loze Calmăşul/Kallimachi) su u pravilu prije ulaska u vlast tih pokrajina proveli godine na službi dragomana.
Obzirom na značaj i dostojanstvo te službe, funkcionirali su fanariotski Veliki dragomani kao svojevrsni predstavnici kršćanskog milleta u Otomanskom Carstvu. Fanarioti su u pravilu obnašali i funkcije dragomana flote, dragomana vojske i dragomana Cipra, kao važnih suradnika turskih paša - obnašanje neke od tih funkcija je uglavnom prethodilo stupanju u službu Velikog dragomana.
Makar su fanariotski vladari dunavskih kneževina Moldove i Vlaške, (ugrubo između 1711.-1821.) bili u pravilu iz redova dragomana, svejedno su oni u zakulisnim igrama povremeno paktirali sa stranim silama.

## Podrijetlo riječi i inačice
Arapska riječ ترجمان (tarjumān) a i kasnijaTurska riječ tercüman došla je iz nekog od semitskih jezika a značila je prevoditelj.
Tijekom srednjeg vijeka ova riječ je ušla u europske jezike, pa tako u srednjovijekovni engleski kao dragman, u starofrancuski kao drugeman, u srednjovijekovni Latinski kao dragumannus  u srednjovijekovni grčki kao δραγομάνος. U novijim europskim jezicima imamo tako na 
njemačkom trutzelmann, na francuskom trucheman ili truchement (u suvremenom francuskom je drogman), na talijanskom je turcimanno i na španjolskom je trujamán, trujimán ali i truchimán, ove inačice bliske su turskoj ili arapskoj riječi turjuman, s različitim načinima izgovora. 
- Prezime prvog hrvatskog predsjednika Tuđmana, ukazuje na to da je netko od njegovih predaka možda bio dragoman.

## Vanjske poveznice
- O Dragomanima u 1911 Britannica
- "Dragoman - Translator at the Crossroads of West and East", Victoria Diasamidze, "West-East" Vol 9 No. 1, 2023.